# Brodarevo

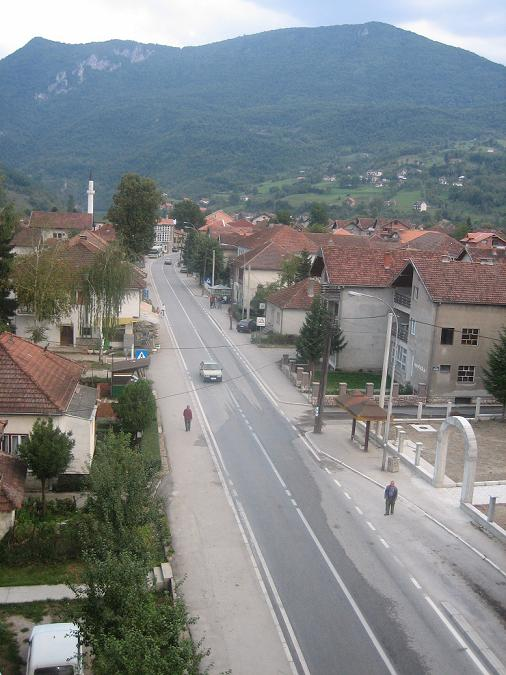
Hlavní ulice v Brodarevu

Brodarevo (v srbské cyrilici Бродарево) je město na jihozápadě Srbska, v historickém regionu Sandžak, u hranice s Černou Horou. Administrativně spadá pod opštinu Prijepolje. V roce 2011 zde žilo 1845 obyvatel.
Název obce pochází od slovesa brodit se, vzhledem k tomu, že obcí protéká řeka Lim. Poprvé je Brodarevo vzpomínáno z roku 1281 v dokumentu připomínající výstavbu kláštera Davidovica. V roce 1706 byla v Brodarevu, které je převážně obcí obývanou Bosňáky vybudována první mešita.